# Parapodisma tanzawaensis
Parapodisma tanzawaensis är en insektsart som beskrevs av Tominaga, O. och Yuiti Wada 2001. Parapodisma tanzawaensis ingår i släktet Parapodisma och familjen gräshoppor. Inga underarter finns listade i Catalogue of Life.

## Bildgalleri

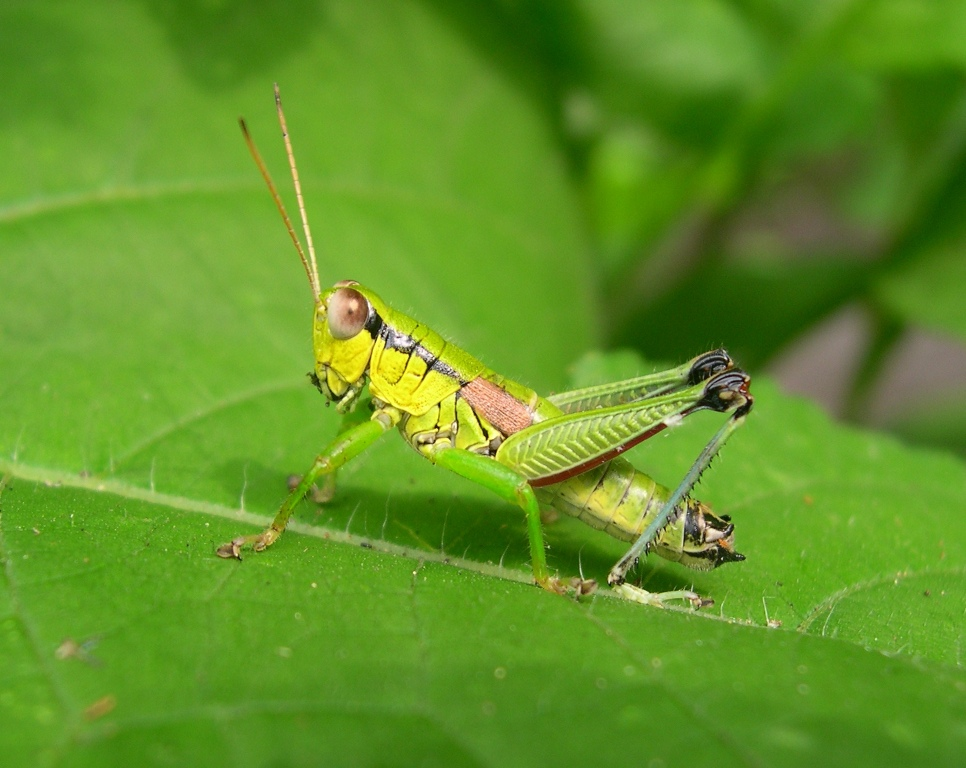